# 太空超人 (2021年動畫)
《太空超人》（英語：He-Man and the Masters of the Universe）是一部由羅伯·大衛開發的科學奇幻動畫劇集，以及電視動畫《太空超人》（1983年版）的重製系列。首季於2021年9月16日於Netflix首播。第二季於2022年3月3日首播。第三季於同年8月18日首播。

## 劇情
在伊坦尼亞星球上，失憶的亞當王子在他的叔叔凱爾多背叛王國時與父親蘭道國王分離。他和最好的朋友克黎思成為老虎部落的成員後，亞當偶然發現一把神劍，那把神劍能夠讓他變身成為宇宙中最強大的「太空超人」。亞當、膽小虎和克黎思及新盟友泰菈和鄧肯隊長一同對抗由已轉變為「骷髏王」的凱爾多、邪惡琳、獸人和大鋼牙組成的邪惡勢力。

## 集數
| 季數 | 集数 | 集数 | 上線日期      | 上線日期      |
| ---- | ---- | ---- | ------------- | ------------- |
| 1    | 10   | 10   | 2021年9月16日 | 2021年9月16日 |
| 2    | 8    | 8    | 2022年3月3日  | 2022年3月3日  |
| 3    | 8    | 8    | 2022年8月18日 | 2022年8月18日 |

### 第一季（2021年）
| 總集數 | 集數 （季） | 標題             | 導演                           | 編劇          | 上線日期      |
| ------ | ----------- | ---------------- | ------------------------------ | ------------- | ------------- |
| 1      | 1           | 葛雷堡神劍       | 里卡多·柯提斯、阿曼·梅爾科尼安 | 布萊恩·Q·米勒 | 2021年9月16日 |
| 2      | 2           | 葛雷堡的神奇力量 | 馬特·阿倫斯                    | 布萊恩·Q·米勒 | 2021年9月16日 |
| 3      | 3           | 葛雷堡繼承人     | 羅博米爾·阿索夫                | 布萊恩·Q·米勒 | 2021年9月16日 |
| 4      | 4           | 葛雷堡王者       | 馬特·阿倫斯                    | 布萊恩·Q·米勒 | 2021年9月16日 |
| 5      | 5           | 我們擁有神奇力量 | 阿曼·梅爾科尼安                | 希斯·科森     | 2021年9月16日 |
| 6      | 6           | 大法師歐爾可     | 羅博米爾·阿索夫                | 布萊恩·Q·米勒 | 2021年9月16日 |
| 7      | 7           | 被追捕的太空超人 | 馬特·阿倫斯                    | 阿曼達·戴伯特 | 2021年9月16日 |
| 8      | 8           | 暴風雨前的寧靜   | 阿曼·梅爾科尼安                | 凱莉·麥克唐納 | 2021年9月16日 |
| 9      | 9           | 毀滅（上）       | 羅博米爾·阿索夫                | 彼得·賓斯王格 | 2021年9月16日 |
| 10     | 10          | 毀滅（下）       | 馬特·阿倫斯                    | 布萊恩·Q·米勒 | 2021年9月16日 |

### 第二季（2022年）
| 總集數 | 集數 （季） | 標題         | 導演            | 編劇          | 上線日期     |
| ------ | ----------- | ------------ | --------------- | ------------- | ------------ |
| 11     | 1           | 天上世界     | 阿曼·梅爾科尼安 | 布萊恩·Q·米勒 | 2021年3月3日 |
| 12     | 2           | 地下世界     | 羅博米爾·阿索夫 | 布萊恩·Q·米勒 | 2021年3月3日 |
| 13     | 3           | 伊特尼亞2000 | 羅博米爾·阿索夫 | 莉拉·史考特   | 2021年3月3日 |
| 14     | 4           | 飢餓蜻蜓     | 里卡多·柯提斯   | 阿曼達·戴伯特 | 2021年3月3日 |
| 15     | 5           | 在同一時間⋯  | 馬特·阿倫斯     | 彼得·賓斯王格 | 2021年3月3日 |
| 16     | 6           | 四分五裂     | 馬特·阿倫斯     | 布萊恩·Q·米勒 | 2021年3月3日 |
| 17     | 7           | 鳥人國戰役   | 阿曼·梅爾科尼安 | 布萊恩·Q·米勒 | 2021年3月3日 |
| 18     | 8           | 第五號宿敵   | 羅博米爾·阿索夫 | 布萊恩·Q·米勒 | 2021年3月3日 |

### 第三季（2022年）
| 總集數 | 集數 （季） | 標題              | 導演                       | 編劇          | 上線日期      |
| ------ | ----------- | ----------------- | -------------------------- | ------------- | ------------- |
| 19     | 1           | 葛雷堡的陰魂      | 馬特·阿倫斯                | 布萊恩·Q·米勒 | 2022年8月18日 |
| 20     | 2           | 冰封之地          | 阿曼·梅爾科尼安            | 阿曼達·戴伯特 | 2022年8月18日 |
| 21     | 3           | 魚人的怒火        | 馬特·阿倫斯                | 布萊恩·Q·米勒 | 2022年8月18日 |
| 22     | 4           | 葛雷的墳墓        | 羅博米爾·阿索夫            | 馬修·德代克   | 2022年8月18日 |
| 23     | 5           | 放手一搏          | 阿曼·梅爾科尼安            | 茱莉·班森     | 2022年8月18日 |
| 24     | 6           | 施不了魔法        | 里卡多·柯提斯              | 夏屋娜·班森   | 2022年8月18日 |
| 25     | 7           | 末日開端（第1部） | 馬特·阿倫斯、里卡多·柯提斯 | 布萊恩·Q·米勒 | 2022年8月18日 |
| 26     | 8           | 末日開端（第2部） | 羅博米爾·阿索夫            | 布萊恩·Q·米勒 | 2022年8月18日 |

## 製作
2019年12月18日，串流媒體Netflix宣佈將開發兩部《太空超人》的作品，一部是面向成人的《太空超人：啟示錄》，其為《太空超人》（1983年版）的直接續作。另一部則是面向兒童的CGI動畫。前期製作由加拿大的House of Cool負責，動畫則由臺灣的西基電腦動畫製作。

## 發行
Netflix於2021年8月19日發佈《太空超人》的正式預告片，首季於同年9月16日上線。第二季於2022年3月3日上線。第三季於同年8月18日上線。

## 迴響
本劇得到評論家和粉絲廣泛的好評。其在匯總媒體爛番茄根據5篇評論獲得了80%的新鮮度，平均評比為6.8/10。

## 外部連結
- 在Netflix上觀看《太空超人》
- 互联网电影数据库（IMDb）上《太空超人》的资料（英文）